# لورينزو بيانكي
لورينزو بيانكي (بالإيطالية: Lorenzo Bianchi)‏ (و. 1899 – 1983 م) هو قس، من إيطاليا، توفي في بريشا، عن عمر يناهز 84 عاماً.

## مناصب
تولى منصب أسقف.